# 美術館車站
美術館車站位於台灣高雄市鼓山區，為臺灣鐵路公司縱貫線和高雄捷運環狀輕軌之車站，站址位於高雄市立美術館附近，為高雄市區鐵路地下化計畫中新設的車站之一。環狀輕軌月台位在車站站體東側，輕軌站名為「台鐵美術館」，車站編號為C20，鄰近馬卡道路。

## 歷史

### 台鐵
2018年10月14日，台鐵站隨著高雄市區鐵路地下化工程完工而啟用。

### 高雄環狀輕軌
高雄市政府捷運工程局舉行C15-C37車站徵名活動。命名站為「台鐵美術館」。2021年12月16日，隨著環狀輕軌第二階段「C17鼓山區公所–C20臺鐵美術館」通車啟用。2022年10月5日：環狀輕軌第二階段「C20臺鐵美術館–C24愛河之心」段正式通車。
因應高雄輕軌成圓，於2024年1月1日至2月25日前進行全線通車試營運，以作為後續正式營運後參考。

## 車站概要
台鐵車站等級為乙種簡易站，由高雄車站管理。月台層構造為四對軌道夾兩島式月台，是新左營車站至高雄車站之間唯一設有待避軌的車站。
主要停靠區間車及區間快車，亦配合大型活動採取增加停靠區間快車加密班距。
可於站外「臺鐵美術館站（青海路）」、「大榮高中」公車站轉乘5條公車路線、1條公車式小黃路線，或租借YouBike。

## 車站構造

### 月台配置

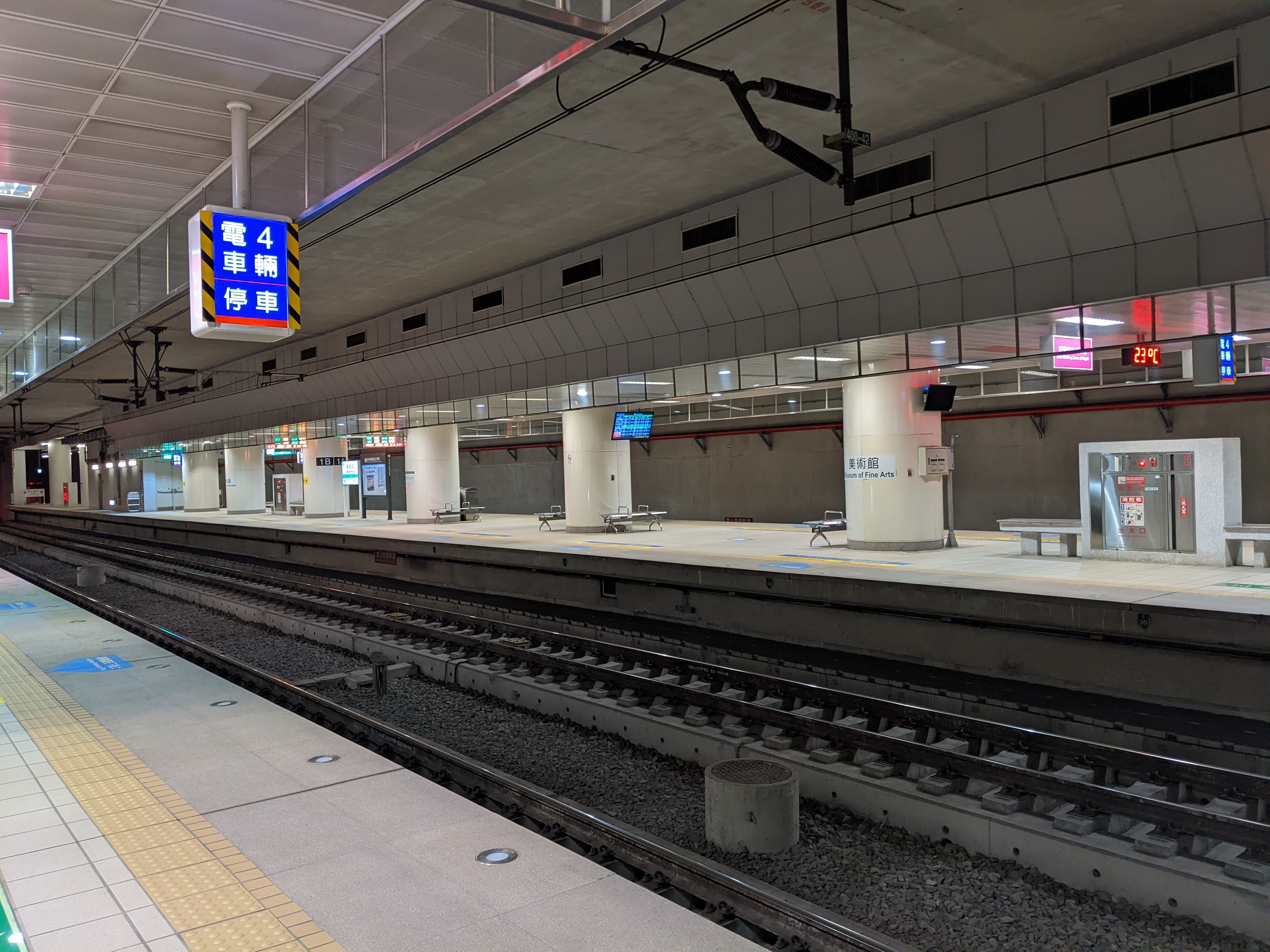
1B月台

| 1 | 1A | █ 西部幹線（上行待避） | 往 內惟、左營(舊城)、楠梓 方向 |
| 2 | 1B | █ 西部幹線（上行）     | 往 新左營、岡山、臺南 方向     |
| 2 | 1B | █ 西部幹線（上行通過） | 不靠站通過                     |
| 3 | 2A | █ 西部幹線（下行通過） | 不靠站通過                     |
| 3 | 2A | █ 西部幹線（下行）     | 往 高雄、屏東、潮州方向        |
| 4 | 2B | █ 西部幹線（下行待避） | 往 鼓山、三塊厝、鳳山方向      |

### 車站樓層
| 地面               |                                      |
| 側式月台，右側開門 |                                      |
|                    | ← 環狀輕軌順行方向（內惟藝術中心站） |
|                    | 環狀輕軌逆行方向（馬卡道站）→        |
| 側式月台，右側開門 |                                      |
| 出入口             | 輕軌乘車處                           |

| 地下 一樓 | 大廳層   | 車站大廳、詢問處、自動售票機、驗票閘門                 |
| 地下 一樓 | 大廳層   | 洗手間                                                 |
| 地下 二樓 | 1A月臺   | 縱貫線（下行待避） 往高雄、屏東、潮州方向（鼓山車站）→ |
| 地下 二樓 | 島式月台 |                                                        |
| 地下 二樓 | 1B月臺   | 縱貫線 往高雄、屏東、潮州方向（鼓山車站）→             |
| 地下 二樓 | 2A月臺   | ←縱貫線 往臺南、嘉義、斗六方向（內惟車站）             |
| 地下 二樓 | 島式月台 |                                                        |
| 地下 二樓 | 2B月臺   | ←縱貫線（上行待避） 往臺南、嘉義、斗六方向（內惟車站） |

## 利用狀況
根據2024年資料，本站每日旅運量約為2,839，在台鐵各站中排行第80名。
| 年   | 年間    | 年間    | 年間      | 來源   | 日平均 | 日平均 |
| 年   | 上車    | 下車    | 上下車計  | 來源   | 上車   | 上下車 |
| ---- | ------- | ------- | --------- | ------ | ------ | ------ |
| 2018 | 61,192  | 58,357  | 119,549   | [ 9 ]  | 775    | 1,513  |
| 2019 | 319,126 | 308,962 | 628,088   | [ 10 ] | 874    | 1,721  |
| 2020 | 315,195 | 304,653 | 619,848   | [ 11 ] | 861    | 1,694  |
| 2021 | 287,728 | 280,778 | 568,506   | [ 12 ] | 788    | 1,558  |
| 2022 | 353,294 | 352,025 | 705,319   | [ 13 ] | 968    | 1,932  |
| 2023 | 440,794 | 453,825 | 894,619   | [ 14 ] | 1,208  | 2,451  |
| 2024 | 507,068 | 531,993 | 1,039,061 | [ 15 ] | 1,385  | 2,839  |

## 外部連結
- 高雄市政府捷運工程局- 環狀輕軌- 計畫內容
- 國營臺灣鐵路股份有限公司 – 美術館車站 （页面存档备份，存于）
- 高雄捷運 – 臺鐵美術館 （页面存档备份，存于）